# Nanxin
Nanxin (kinesiska: 南新镇, 南新) är en köping i Kina. Den ligger i provinsen Sichuan, i den sydvästra delen av landet, omkring 110 kilometer norr om provinshuvudstaden Chengdu. Antalet invånare är 7 590. Befolkningen består av 3 654 kvinnor och 3 936 män. Barn under 15 år utgör 18,0 %, vuxna 15-64 år 74 %, och äldre över 65 år 7,0 %.
Genomsnittlig årsnederbörd är 1 209 millimeter. Den regnigaste månaden är juli, med i genomsnitt 276 mm nederbörd, och den torraste är december, med 10 mm nederbörd.